# Burgruine Wolfstein

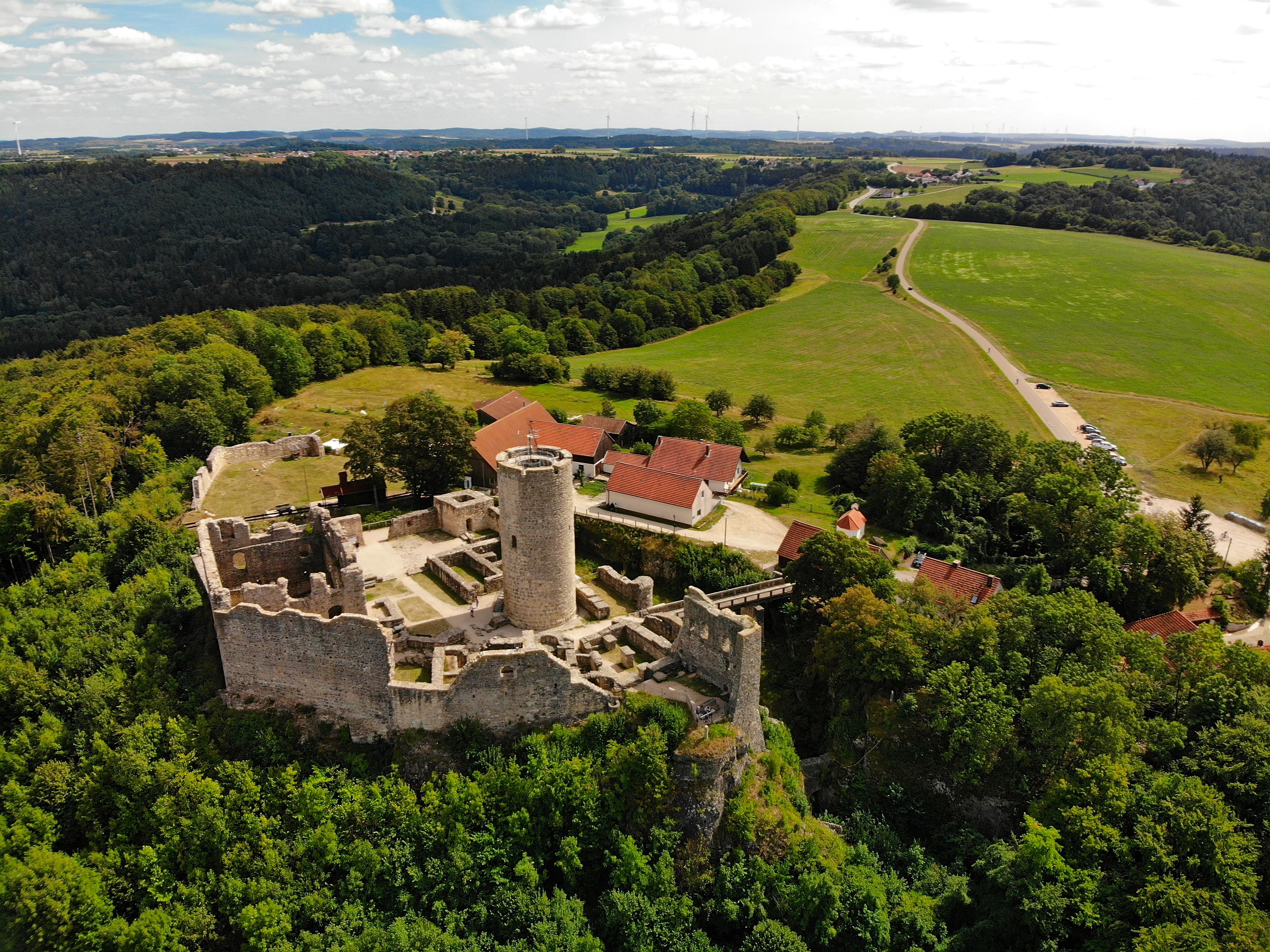
Luftaufnahme (2020)

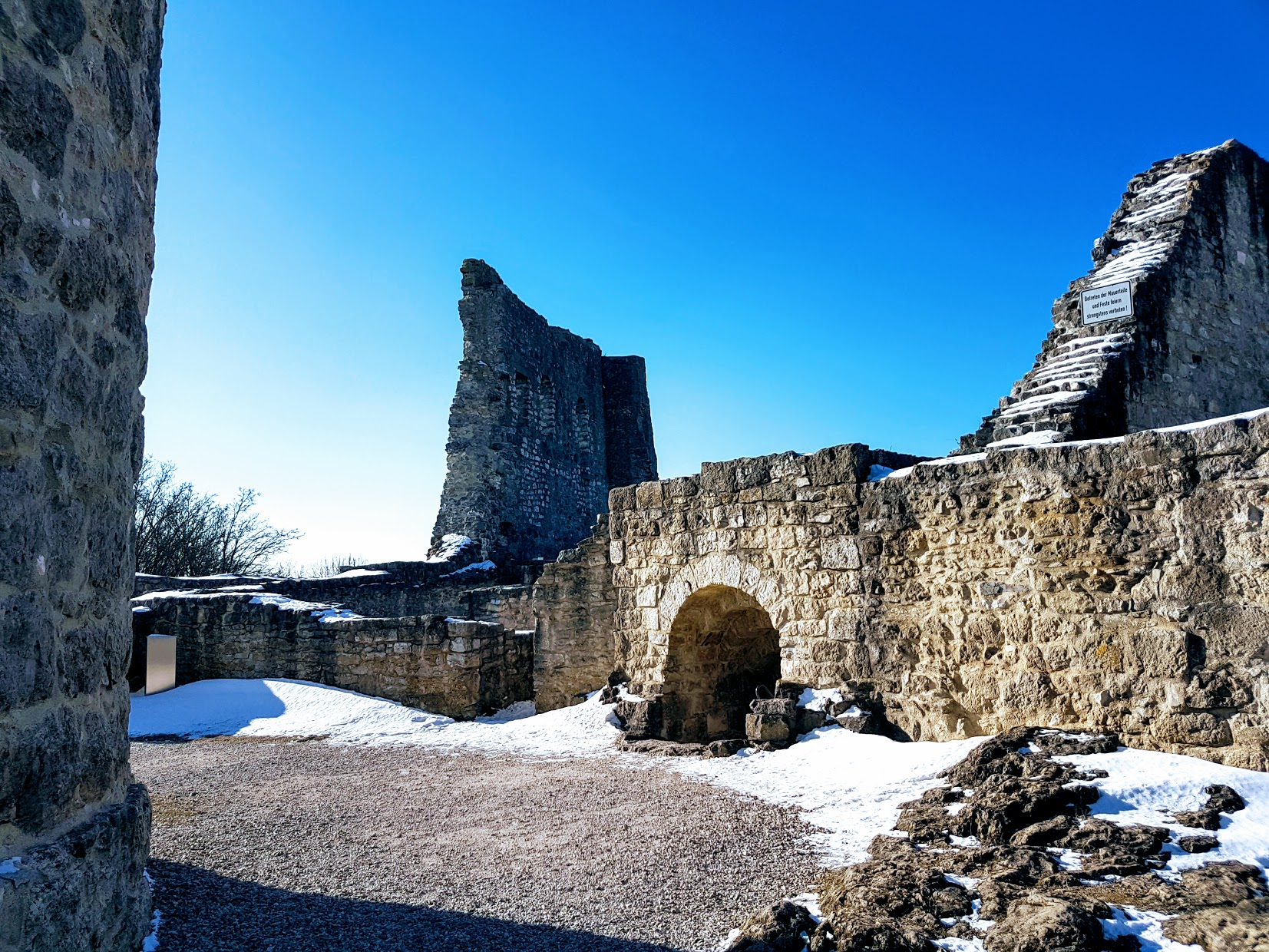
Burgruine Wolfstein (2017)

Die Burgruine Wolfstein ist eine ehemalige Adelsburg aus dem 12. Jahrhundert im Stadtgebiet von Neumarkt in der Oberpfalz im gleichnamigen Landkreis in der Oberpfalz, Bayern. Sie ist unter der Aktennummer D-3-73-147-97 als Baudenkmal verzeichnet. Die Anlage wird ferner als Bodendenkmal unter der Aktennummer D-3-6734-0057 mit der Beschreibung „archäologische Befunde im Bereich der mittelalterlichen Burgruine Wolfstein, vorgeschichtliche Höhensiedlung“ geführt.

## Geographie

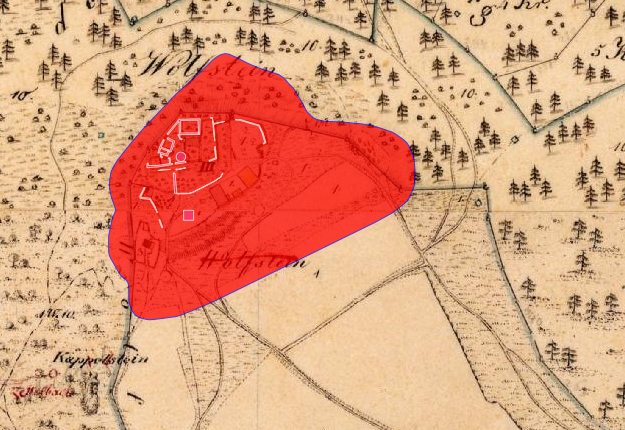
Lageplan der Burgruine Wolfstein auf dem Urkataster von Bayern

### Geographische Lage
Die Burgruine der Höhenburg befindet sich im Mittelteil der Fränkischen Alb auf der höchsten Stelle des Wolfsteinbergs (588,8 m ü. NN), der sich nordöstlich des Neumarkter Talkessels erhebt. Südwestlich bzw. nördlich der Burg liegen die Ortslage Schafhof und der Stadtteil Labersricht.

### Geologie
Die Ruine steht im Südwestdeutschen Stufenland. Die charakteristische Juralandschaft des Wolfsteinbergs wird durch Schichten des Weißen  (Malm), Braunen (Dogger) und Schwarzen Jura (Lias) geprägt. Diese geologischen Formationen bilden aus der Talperspektive von Neumarkt die typische Schichtstufenlandschaft des Oberpfälzer Juras. Die Kuppe des Berges besteht aus massigem bis dickbankigem Dolomitstein und fossilienführendem Kalkstein der Frankenalb-Formation. Die Weißjuraschichten lagern auf Doggerschichten der Eisensandstein-Formation. Der fein- bis mittelkörnige Sandstein des Braunen Jura enthält Eisen und führt vereinzelt Eisenerzflöze. Die nächste Schicht wird aus grauen, bioturbaten Mergelsteinen der Jurensismergel-Formation aus der Schwarzjura-Gruppe gebildet. Eine kleine Besonderheit stellt das Vorkommen des farblosen Minerals Aragonit im Burggraben des ehemaligen Herrschaftssitzes dar.

## Geschichtlicher Überblick
Die genauen Ursprünge der Burg Wolfstein als Herrschaftssitz des gleichnamigen Adelsgeschlechts lassen sich nicht einwandfrei klären. Um 1120 soll Ullrich von Wolfstein Burgherr gewesen sein, doch Beweise fehlen. Die archäologischen Ausgrabungen der letzten Jahre lassen einen Bau in der Mitte des 12. Jahrhunderts vermuten.
Sicher historisch belegt ist die Burg ab 1283. Gottfried von Sulzbürg nahm den Namen Wolfstein an und begründete das Adelsgeschlecht. Bis zur Mitte des 14. Jahrhunderts wuchsen Einfluss und Besitz der Wolfsteiner beträchtlich, sie beherrschten weite Teile des Neumarkter Raumes. König Karl IV. gewährte ihnen neben der Reichsunmittelbarkeit ihrer Herrschaft Sulzbürg-Pyrbaum das Recht, unterhalb der Burg eine Stadt anzulegen, die über dieselben Privilegien wie das benachbarte Neumarkt verfügen sollte, ein Plan, der jedoch nie ausgeführt wurde.
1434 wurde die Burg durch Kaiser Sigismund rechtlich mit der Stadt Neumarkt gleichgestellt, was zu erheblichen Differenzen mit den dort regierenden Wittelsbacher Pfalzgrafen führte, die immer wieder versuchten, die Burg in die Neumarkter Besitzungen einzuverleiben.
Dies gelang ihnen jedoch erst unter Otto II. von Neumarkt. Im Vorfeld erhöhte Otto I. den Druck auf die Wolfsteiner so sehr, dass diese den böhmischen König als Schutzherrn akzeptierten und ihm die Burg verpfändeten. Jedoch starb 1462 Hans von Wolfstein (der „tolle Hans“) kinderlos, so dass der böhmische König die Burg einzog und das Lehen an Vizthum von Neuschönenberg weiterverlieh. Ihm kaufte Otto II. die Burg samt Besitzungen ab und gliederte sie in den fürstlichen Machtbereich ein.
Die Burg wurde Neumarkter Pflegeamt, bis ins 16. Jahrhundert wurde sie von einem Statthalter verwaltet, verlor jedoch an Bedeutung. Im Landshuter Erbfolgekrieg 1504 erlitt sie schwere Beschädigungen, denen eine umfassende Instandsetzung folgte.
1670 wurde berichtet, die Burg sei im „Grunde eingegangen“. Sie wurde aufgegeben, eine geplante Renovierung nicht mehr durchgeführt, die Anlage verfiel.

## Die Burg heute
Heute befindet sich die Burgruine Wolfstein in einem guten Zustand. Seit Mitte der 1990er Jahre führt der Verein Wolfsteinfreunde umfangreiche Ausgrabungen und Renovierungsmaßnahmen im Bereich der Hauptburg durch. So wurde unter anderem das Erdgeschoss freigelegt; das brachte neben einem Brunnen und verschiedenen Gewölben auch die ehemalige Marienkapelle wieder ans Tageslicht.
Der dichte Baumbewuchs der Ruinenanlage wurde entfernt, so dass die Gemäuer mehr Licht erhalten und Schäden durch Feuchtigkeit vermieden werden.
In der so genannten Vorburg siedelten sich bereits vor ca. 150 Jahren Bauern an, noch heute befinden sich dort zwei Wohnhäuser. Die dortigen Mauerreste wurden sich selbst überlassen.

### Sender Neumarkt/Wolfstein
Auf dem Bergfried befindet sich eine kleine Sendeanlage, die das Programm des Radiosenders Charivari (93,3 MHz) ausstrahlt, sowie eine Webcam, die einen Rundblick über den Neumarkter Talkessel ermöglicht.

## Besichtigung
Die Burg ist das ganze Jahr über zugänglich, wegen Ausgrabungs- und Renovierungsarbeiten kann es jedoch zu Einschränkungen kommen.
In den Sommermonaten bieten die Wolfsteinfreunde sonntags Führungen an, dann kann auch der 22 m hohe Bergfried betreten werden, von dessen Aussichtsplattform sich ein Rundblick über Neumarkt und die Umgebung bietet.